# Siegaue in den Gemeinden Windeck, Eitorf und der Stadt Hennef
Koordinaten: 50° 47′ 51″ N, 7° 33′ 41″ O

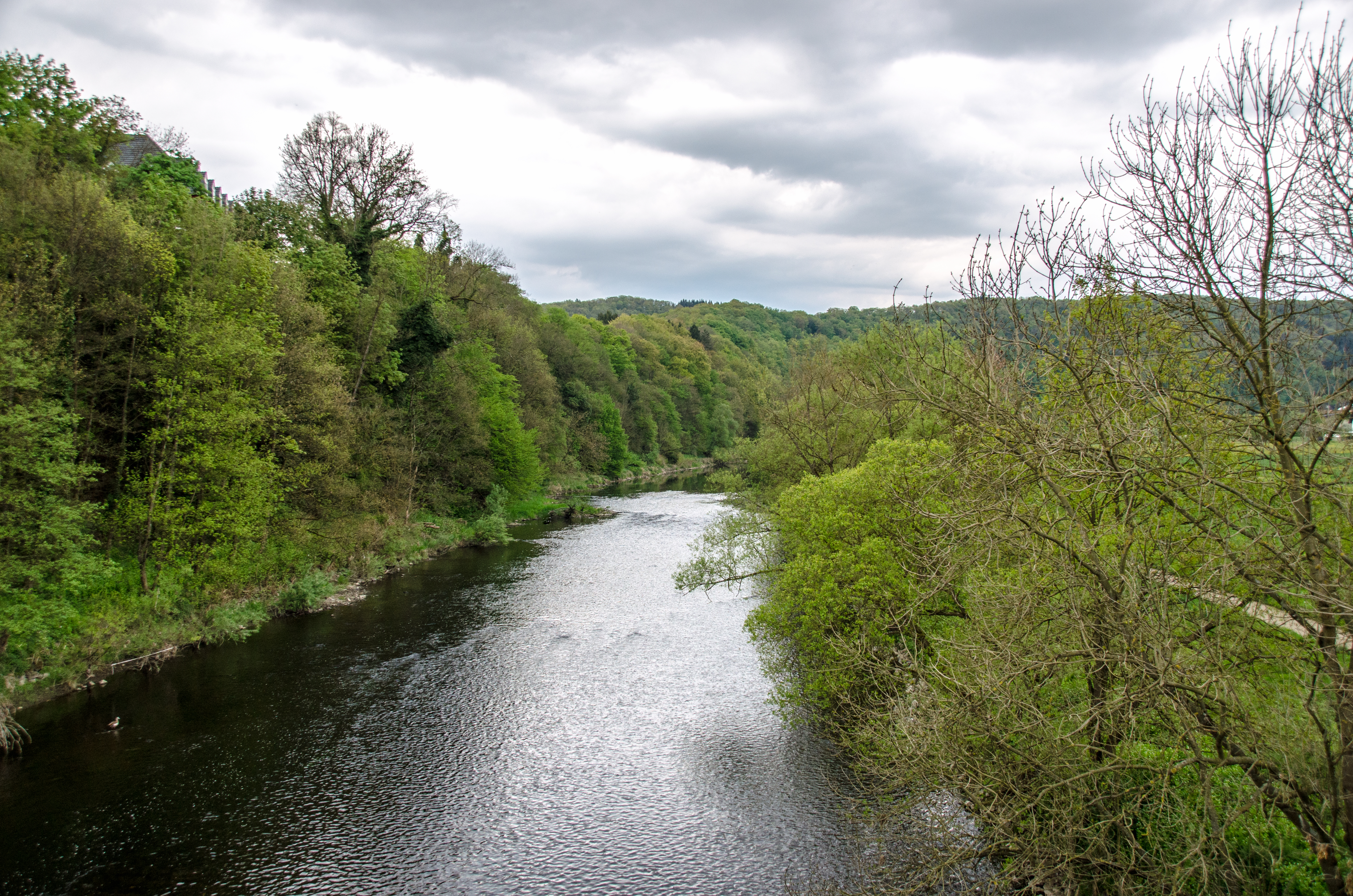
Naturschutzgebiet Siegaue in den Gemeinden Windeck, Eitorf und der Stadt Hennef (April 2017)

Das Naturschutzgebiet Siegaue in den Gemeinden Windeck, Eitorf und der Stadt Hennef liegt auf dem Gebiet der Gemeinden Eitorf und Windeck und der Stadt Hennef im Rhein-Sieg-Kreis in Nordrhein-Westfalen. Das aus drei Teilflächen bestehende Gebiet erstreckt sich zwischen Müschmühle im Westen und dem östlich gelegenen Fürthen weitgehend entlang der Sieg.

## Bedeutung
Das etwa 812,8 ha große Gebiet wurde im Jahr 1992 unter der Schlüsselnummer SU-026  unter Naturschutz gestellt. Schutzziele sind
- Erhalt eines zusammenhängenden, durchwanderbaren Gewässersystems von Bröl und Sieg im Zusammenflussbereich, besonders hinsichtlich eines heimischen, sich selbst reproduzierenden Fischbestandes einschließlich anspruchsvoller Fischarten, wie Lachs, Meerforelle, Nase, Barbe, Bitterling, Schneider und Elritze, sowie Neunaugen,
- Optimierung eines durchgehenden, möglichst unverbauten Flusses mit Ufergehölzen, Röhrichten und Uferhochstauden als Achse eines Biotopverbundes von landesweiter und europäischer Bedeutung, welche umgeben ist von einer historisch gewachsenen Kulturlandschaft in der Aue,
- Erhalt von artenreichen bzw. gut ausgeprägten Grünlandgesellschaften der Frischwiesen und -weiden (einschließlich der trockenen und feuchten Ausprägungen), der Feucht- und Nasswiesen und -weiden sowie der Flutrasen und Riedwiesen in zusammenhängenden Grünlandkomplexen einschließlich Brachen, u. a. als (Teil-)Lebensraum für gefährdete Pflanzenarten und Tierarten,
- Erhalt von landschaftstypischen Gehölzstrukturen in der Aue, wie Feldgehölze, Hecken, Baumgruppen und
- Erhalt natürlicher Überschwemmungsgebiete der Sieg und ihrer Nebengewässer mit auentypischen Gelände und einer auenverträglichen Nutzung.[2]